# Zingela pooleyorum
Zingela pooleyorum N.R.Crouch, Mart.-Azorín, M.B.Crespo, M.Pinter & M.Á.Alonso – gatunek rośliny z monotypowego rodzaju Zingela N.R.Crouch, Mart.-Azorín, M.B.Crespo, M.Pinter & M.Á.Alonso z rodziny szparagowatych. Występuje endemicznie w dwóch lokalizacjach w KwaZulu-Natal w Południowej Afryce.  
Nazwa rodzaju nawiązuje do miejscowości Zingela w gminie Umtshezi w prowincji KwaZulu-Natal, gdzie autorzy po raz pierwszy napotkali kwitnące osobniki tej rośliny. Epitet gatunkowy został nadany na cześć przyrodników Elsy i Tony'ego Pooley, badaczy bioty rezerwatu fauny Ndumo, pierwotnych odkrywców tego gatunku.

## Morfologia
PokrójWieloletnie rośliny zielne.
PędPodziemne cebule o wymiarach 5–8×6–9 cm, złożone luźno z 10–25 zgrubiałych, mięsistych, białych, wydłużonych liści spichrzowych
LiścieRośliny tworzą od 1 do 2 modrozielonych, wąskich i podługowatych liści, o długości 10–35 cm i szerokości 0,5–1 cm, ze spiczastym wierzchołkiem, dwoma rowkami doosiowo i wyraźnym, podłużnym grzbietem w kształcie litery V odosiowo, zwykle skręconych od nasady, odosiowo z wyraźnymi fioletowymi plamkami.
KwiatyZebrane od 25 do 55 w długi, luźny, groniasty kwiatostan. Pęd kwiatostanowy o długości 30–60 cm, zielonobrązowy, nakrapiany białym nalotem. Szypułki o długości 10–12 mm, łukowato wygięte, fioletowobrązowe z białym nalotem, wydłużające się do 2 cm w czasie owocowania. Przysadki lancetowate, zaostrzone, kremowe z brązowym paskiem pośrodku, najniżej położone z długą, spłaszczoną i przylegającą do pędu ostrogą o długości do 8 mm. Okwiat pięciocykliczny, trójkrotny, gwiaździsty, sześciolistkowy. Listki okwiatu położone w dwóch okółkach, niemal wolne od nasady, odgięte, zewnętrzne lancetowate z tępym wierzchołkiem, wewnętrzne podługowato-lancetowate, z ostrym wierzchołkiem, o długości 9–11 mm i szerokości 2,5–3 mm, białe z szerokimi fioletowobrązowymi paskami pośrodku. Sześć pręcików o nitkach wolnych, nitkowatych, nieznacznie spłaszczonych i trójkątnych u nasady. Pylniki wąsko podługowate, jasnożółte, pękające wzdłużnie na całej długości. Zalążnia jajowata do nieco stożkowatej, żółtawa, nieco trójkanciasta. Szyjka słupka nitkowata, biała, wzniesiona do nieco pofalowanej, zakończona małym i nieznacznie trójgraniastym znamieniem.
OwoceTrójkomorowe, jasnobrązowe, krótko podługowate torebki, zawierające spłaszczone, niemal eliptyczne, czarne nasiona.

## Biologia
RozwójRośliny kwitną późną wiosną i wczesnym latem, od października do listopada. Kwiaty pozostają otwarte od 13:30 do 18:00 i są delikatnie wonne. Biologia zapylania nie została poznana, jednak odnotowano wizytowanie kwiatów przez pszczoły miodne.
SiedliskoSubpopulacja w rezerwacie Ndumo zasiedla gleby gliniaste i piaszczyste na sawannie, gdzie rośnie w półcieniu zarośli. Subpopulacja rosnąca w środkowym odcinku rzeki Tugela zasiedla bardziej kamienisty teren, również w obrębie sawanny.
Interakcje z innymi gatunkamiNa liściach i kwiatostanach tej rośliny żerują dujkery.

## Systematyka
Pozycja systematycznaGatunek z monotypowego rodzaju Zingela z plemienia Urgineeae, podrodziny Scilloideae z rodziny szparagowatych Asparagaceae.
Typ nomenklatorycznyHolotypem gatunku jest okaz zebrany 15 października 1969 r. przez E. Pooley na skraju równiny zalewowej rzeki Pongola w rezerwacie Ndumo, przechowywany w zielniku University of KwaZulu-Natal.